# A SIDE SPLIT Vol.1 〜grass field〜
『A SIDE SPLIT Vol.1 〜grass field〜』（ア・サイド・スプリット・ヴォリューム・ワン・グラス・フィールド）は、ザ・ルーズドッグス・Cute Rubbish・AJISAI・redballoonのスプリット・シングル。2008年8月6日にJUNK MUSEUMより発売された。

## 解説
SME RecordsとJUNK MUSEUM（avex）の2社による共同企画商品シリーズ「A SIDE SPLIT」シリーズの第1弾。第2弾にあたる『A SIDE SPLIT Vol.2 〜water field〜』と同時発売。『A SIDE SPLIT Vol.2 〜water field〜』がメジャーレーベルのSME Recordsからの発売であるのに対し、本作は第3弾や第4弾と同じインディーズレーベルのJUNK MUSEUMからのリリースとなった。
第1弾である本作にはザ・ルーズドッグス、Cute Rubbish、AJISAI、redballoonの新曲がそれぞれ1曲ずつ収録されている。
第4弾の『A SIDE SPLIT Vol.4 〜sunrise field〜』には、本作と同じアーティストが参加している。

## 収録曲
| #         | タイトル                                                 | 作詞・作曲 | 編曲                 | 時間  |
| --------- | -------------------------------------------------------- | ---------- | -------------------- | ----- |
| 1.        | 「君とまた逢うために僕がすべきこと」(ザ・ルーズドッグス) | 前田一平   | CHOKKAKU             | 4:45  |
| 2.        | 「Distance」(Cure Rubbish)                               | 真舘和芳   | Cure Rubbis 山田公平 | 3:57  |
| 3.        | 「リメンバー」(AJISAI)                                   | 松本俊     | AJISAI               | 4:40  |
| 4.        | 「二人の奇蹟」(redballoon)                               | 村屋光二   | 本間昭光             | 4:53  |
| 合計時間: | 合計時間:                                                | 合計時間:  | 合計時間:            | 18:15 |

## 曲の解説
1. 君とまた逢うために僕がすべきこと
ザ・ルーズドッグスのメジャー2ndアルバム『Life size』でアルバム初収録となった。
2. Distance
Cure Rubbishのメジャー1stアルバム『decorate』でアルバム初収録となった。
3. リメンバー
AJISAIの2ndアルバム『sayonara terminal』でアルバム初収録となった。
4. 二人の奇蹟
redballoonのベスト・アルバム『redballoon BEST』にはリレコーディングされた音源が収録された。

## 収録アルバム
君とまた逢うために僕がすべきこと
- オリジナル『Life size』

Distance
- オリジナル『decorate』

リメンバー
- オリジナル『sayonara terminal』

二人の奇蹟
- ベスト『redballoon BEST』（再録）
- オリジナル『Actual shape』（DISC 2 -Acoustic BEST-、再録）